# 安達久
安達 久（あだち ひさし、1899年（明治32年）9月26日 - 1974年（昭和49年）4月23日）は、大日本帝国陸軍軍人。最終階級は陸軍少将。

## 経歴
香川県出身。1921年（大正10年）7月、陸軍士官学校第33期卒業。1930年（昭和5年）陸軍大学校第42期を優等で卒業。
補任課高級課員を経て、1940年（昭和15年）8月、支那派遣軍参謀となり、支那事変に出征する。1941年（昭和16年）3月、陸軍大佐に進む。大東亜戦争に入ると第6軍高級参謀、第2方面軍作戦課長と関東軍に勤務する。教育総監部第2課長を経て、1945年（昭和20年）1月、第40軍参謀長となり、同年3月、陸軍少将に進んだ。本土決戦に備え、鹿児島県伊集院で防衛陣地を構築する中終戦を迎えた。終戦後の10月18日に大分連隊区司令官に就任した。